# George E. Spencer

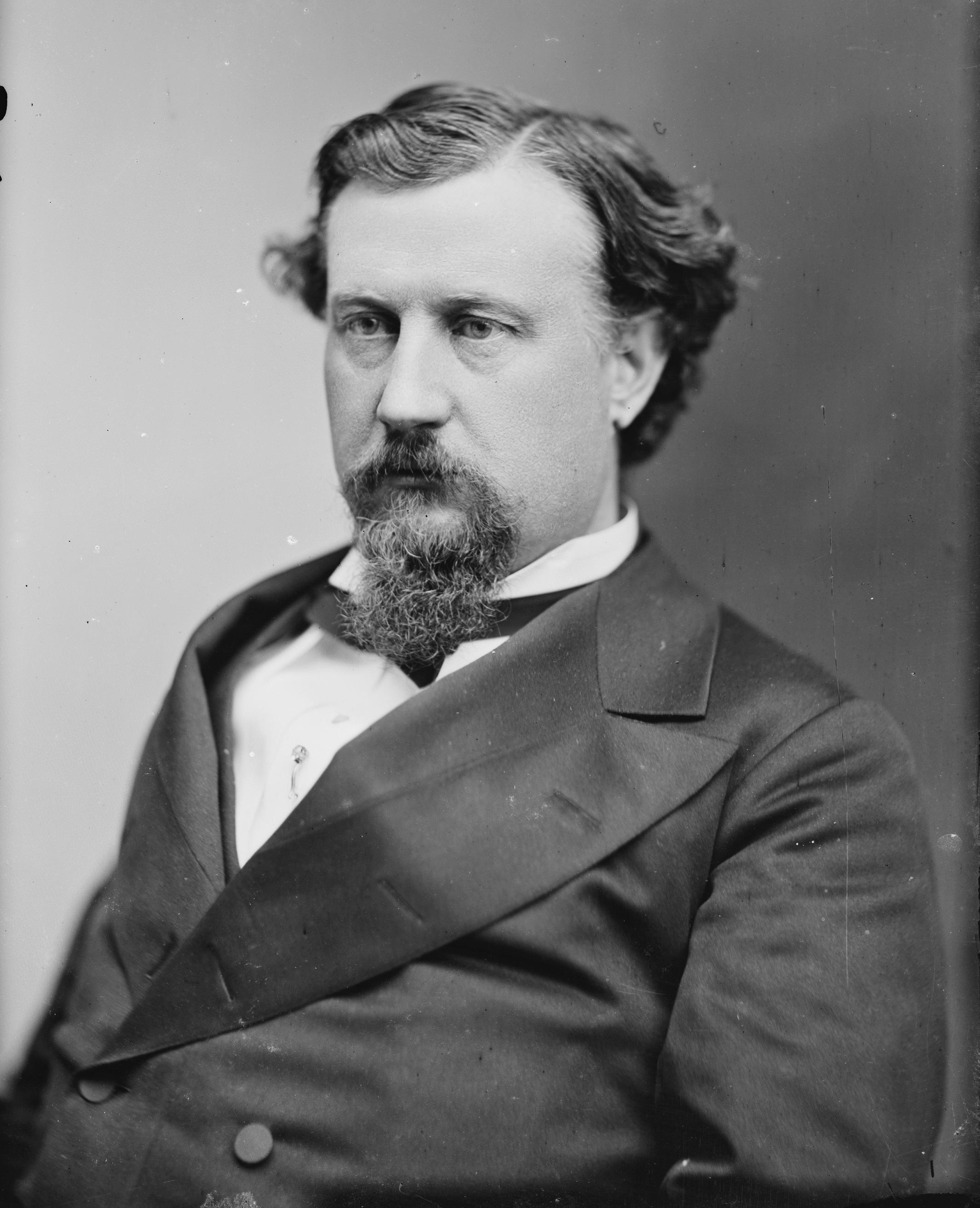
George E. Spencer

George Eliphaz Spencer, född 1 november 1836 i Champion, New York, död 19 februari 1893 i Washington, D.C., var en amerikansk republikansk politiker. Han representerade delstaten Alabama i USA:s senat 1868-1879.
Spencer studerade i Montréal och flyttade sedan till Iowa. Han inledde 1857 sin karriär som advokat och deltog i amerikanska inbördeskriget i nordstaternas armé. Efter kriget arbetade han som advokat i Decatur, Alabama.
Alabama fick 1868 representation i senaten för första gången efter inbördeskriget. Republikanerna Willard Warner och Spencer valdes till senatorer. Spencer omvaldes till en sexårig mandatperiod i senaten. Han efterträddes 1879 av George S. Houston.
Spencers grav finns på Arlingtonkyrkogården.